# طواف لانكاوي 2013
طواف لانكاوي 2013 هو سباق دراجات هوائية أقيم بتاريخ 21 فبراير–2 مارس 2013، تكون السباق من 10 مراحل وامتدّ لمسافة 1469.7 كم بسرعة 42.19 كم/س، استغرق السباق 34 ساعة 53 دقيقة 07 ثانية.